# شیراک توروسیان
شیراک آرتمی توروسیان (Շիրակ Արտեմի Թորոսյան؛ زادهٔ ۱۶ آوریل ۱۹۷۲) یک تاریخ‌نگار و سیاستمدار اهل ارمنستان است که  سمت نمایندگی دوره‌های چهارم، پنجم، ششم، هفتم و هشتم مجلس ملی جمهوری ارمنستان را برعهده دارد.

## زندگی‌نامه
در ۱۶ آوریل ۱۹۷۲ در hy:Գանձա به دنیا آمد و از دانشگاه دولتی ایروان فارغ‌التحصیل شد. 